# Młyn Szancera
Młyn Szancera – zniszczony kompleks budynków przemysłowych z XIX wieku, ulokowany przy ul. Kołłątaja w Tarnowie. W jego skład wchodziły młyn zbożowy, kaszarnia, spichlerz oraz laboratorium przemysłowe. Były to budowle o konstrukcji drewniano‑murowanej.  Jest to jeden z nielicznych obiektów architektury przemysłowej o charakterze zabytkowym w mieście, znajduje się na turystycznym szlaku śladami tarnowskich Żydów.
W 2025 rozpoczęto remont kompleksu budynków, w efekcie czego powstać ma wielofunkcyjny hotel. Zakończenie robót przewidziano na 2027 rok.

## Historia
Młyn o napędzie parowym wybudowano w miejscu wcześniejszego młyna wodnego znajdującego się nad potokiem Wątok. Powstał z inicjatywy Henryka Szancera (zm. 1885); przemysłowca, później miejskiego rajcy, przedstawiciela społeczności żydowskiej w mieście. W 1846 roku założył on firmę Tarnowskie Młyny Parowe i wybudował pierwszy w mieście duży młyn napędzany maszyną parową o 10 obrotach na minutę. W pierwszym etapie wzniesiono główny wielopiętrowy budynek młyna i spichlerz, a w pobliżu willę właściciela. 
24 listopada 1859 roku Henryk Szancer wraz ze swoim szwagrem Wilhelmem Freeundem uruchomili pierwszy w Galicji młyn parowy z grysikowym systemem mielenia („na wysokie mlewo”). Budowę prowadził inż. Walery Kołodziejski. Urządzenia dostarczyła firma Breitfeld & Evans z Pragi. Możliwe, że znajdował się budynku późniejszej kaszarni. Najpóźniej w 1914 roku dobudowano budynek laboratorium.
W latach międzywojennych parowy napęd młyna zastąpiono elektrycznym. Do 1939 roku przedsiębiorstwo było w rękach rodziny Szancerów, m.in. ojca Romana Szydłowskiego. W czasie okupacji młyn przejęli Niemcy. Po wojnie młyn został znacjonalizowany. Zakład funkcjonował do upadku Polski Ludowej.  W roku 2006 zabudowania po zlikwidowanym zakładzie kupiło miasto Tarnów, miała tu powstać galeria sztuki. Z tych planów nic nie wyszło. W roku 2009 miasto odsprzedało obiekt lokalnemu przedsiębiorcy, który zapowiadał remont części obiektu oraz otwarcie hotelu i restauracji.

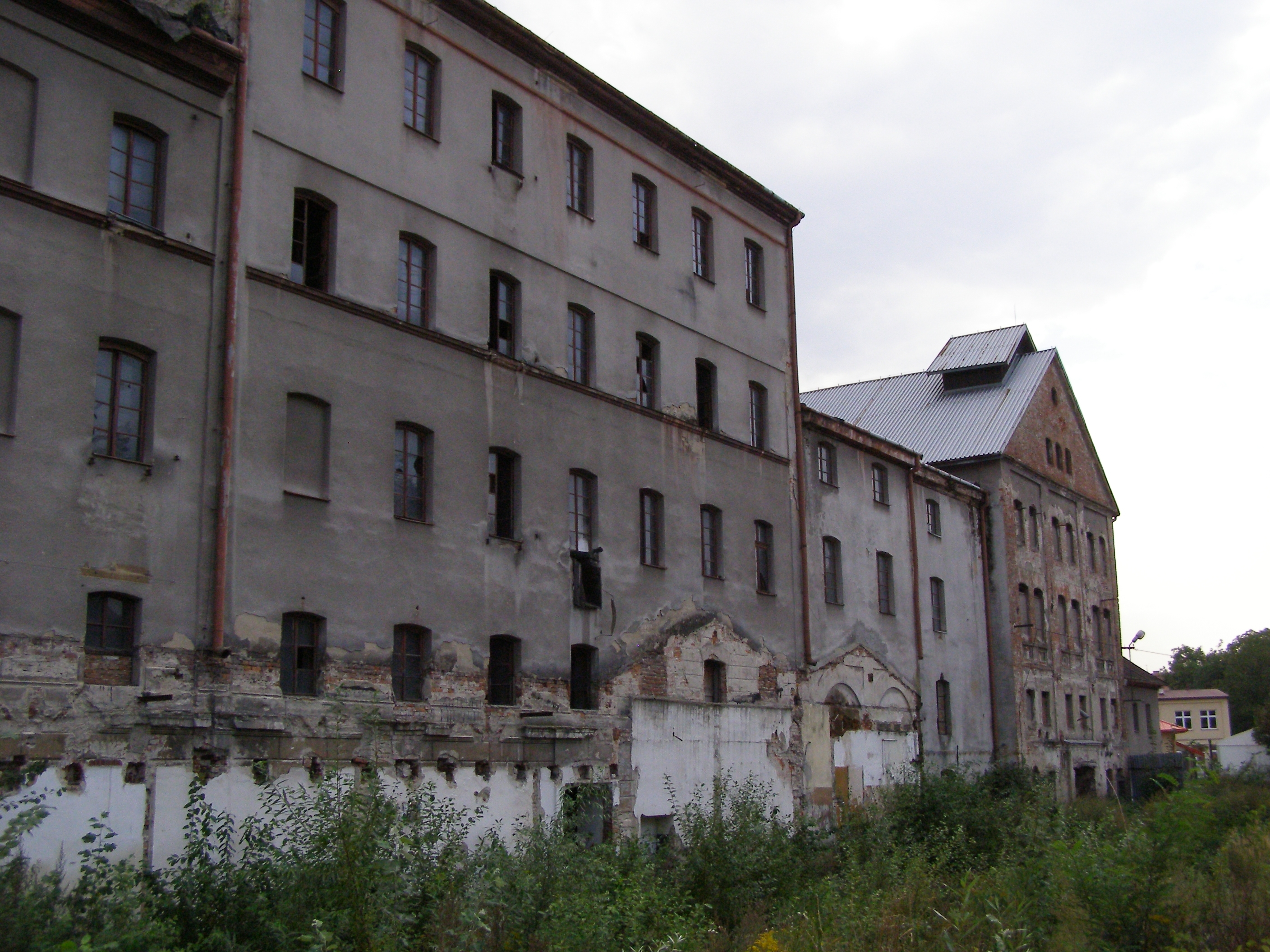
2012
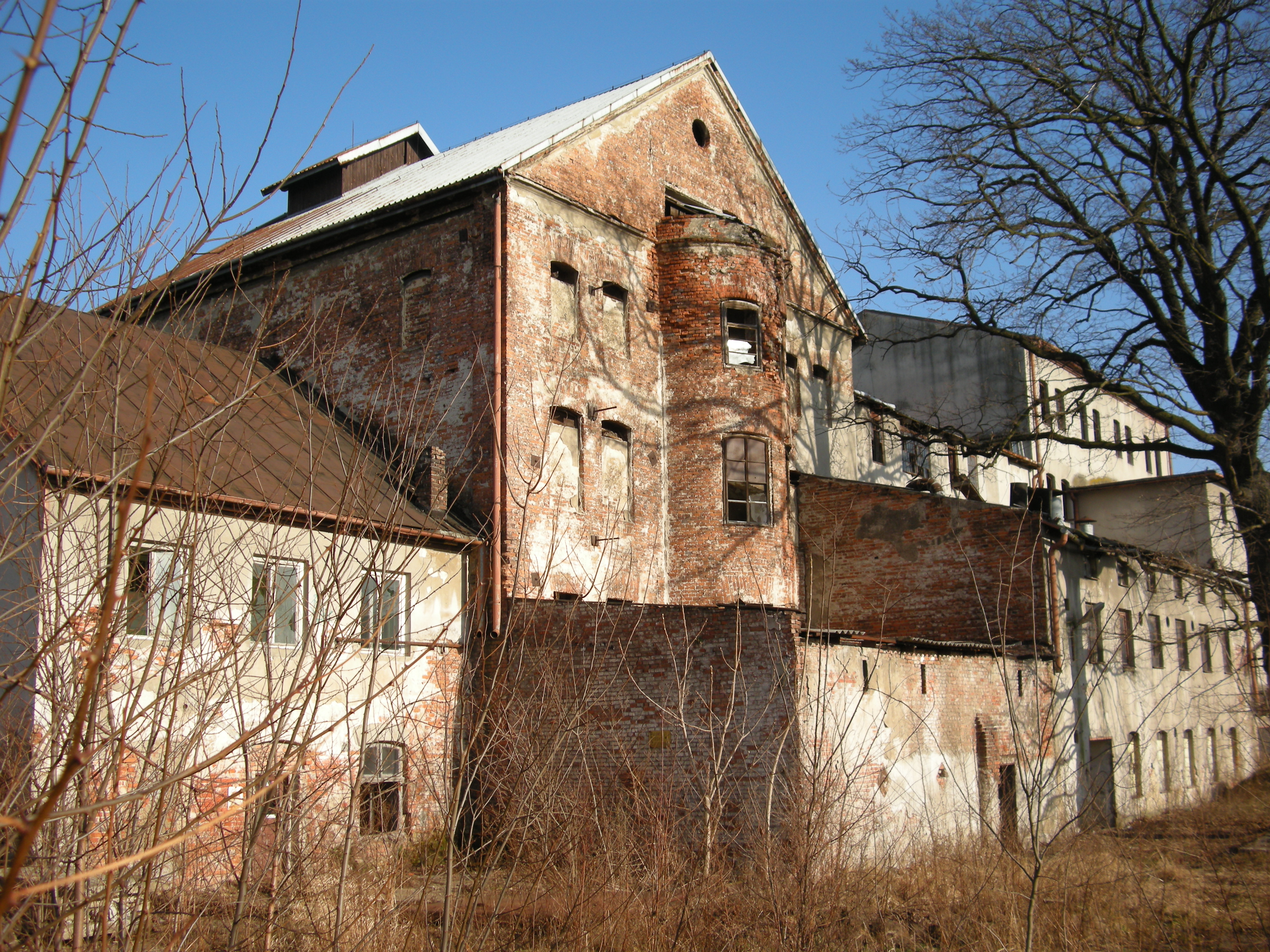
2014
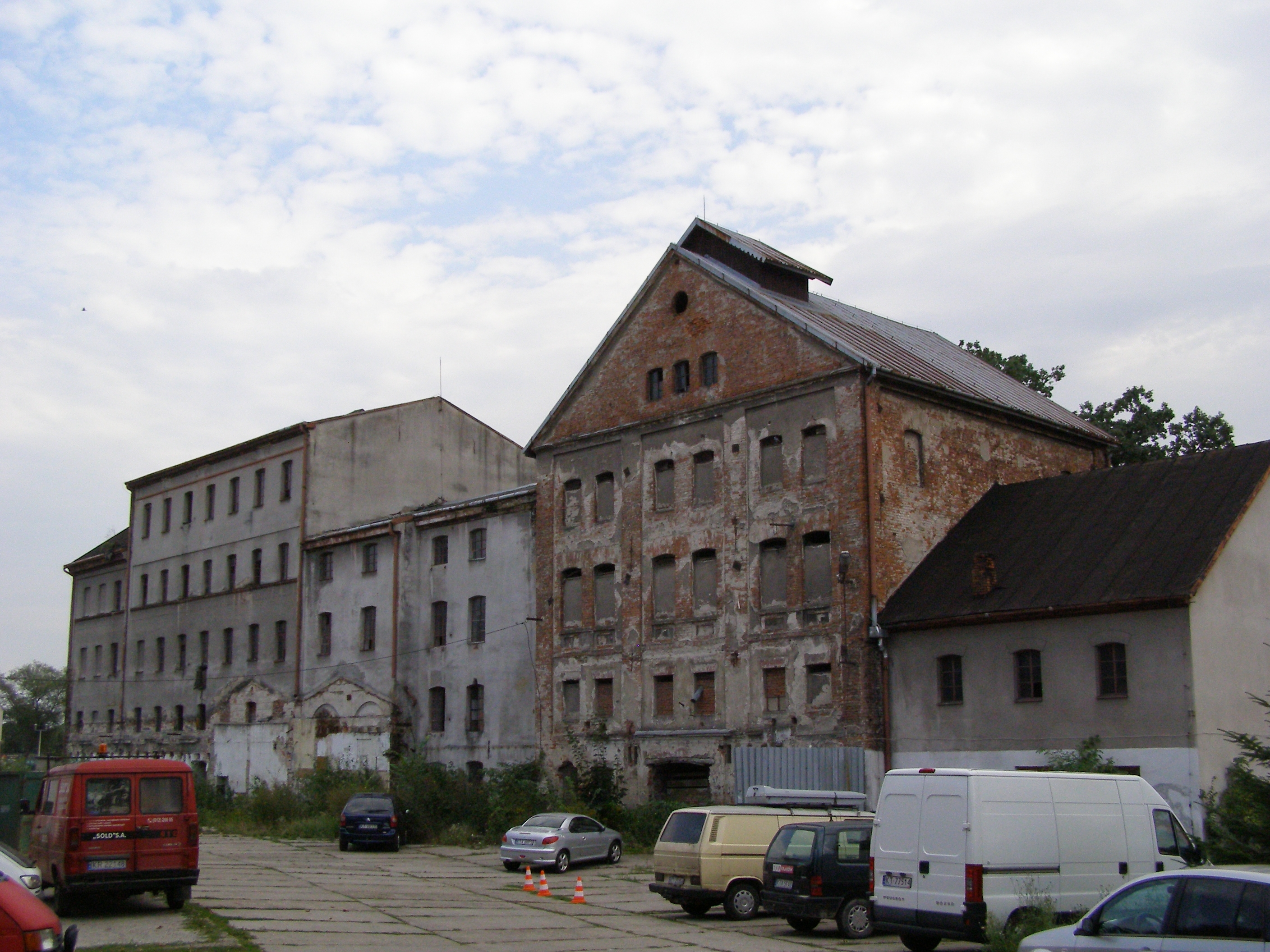
2012

21 marca 2015 roku doszło do pierwszego pożaru, który udało się ugasić. Drugi pożar wybuchł w nocy z 4 na 5 kwietnia 2015. Ogień strawił w całości dach i część drewnianych kondygnacji budynków. Biegły działający na zlecenie prokuratury ustalił, iż doszło do celowego podpalenia. Z ekspertyz nadzoru budowlanego wynika, że budynków nie trzeba wyburzać. Obiekt obejmuje ochrona konserwatorska, jako elementu układu historyczno-urbanistycznego miasta. W 2020 roku wszczęto procedurę w sprawie wpisu pozostałości młyna Szancera do rejestru zabytków. 

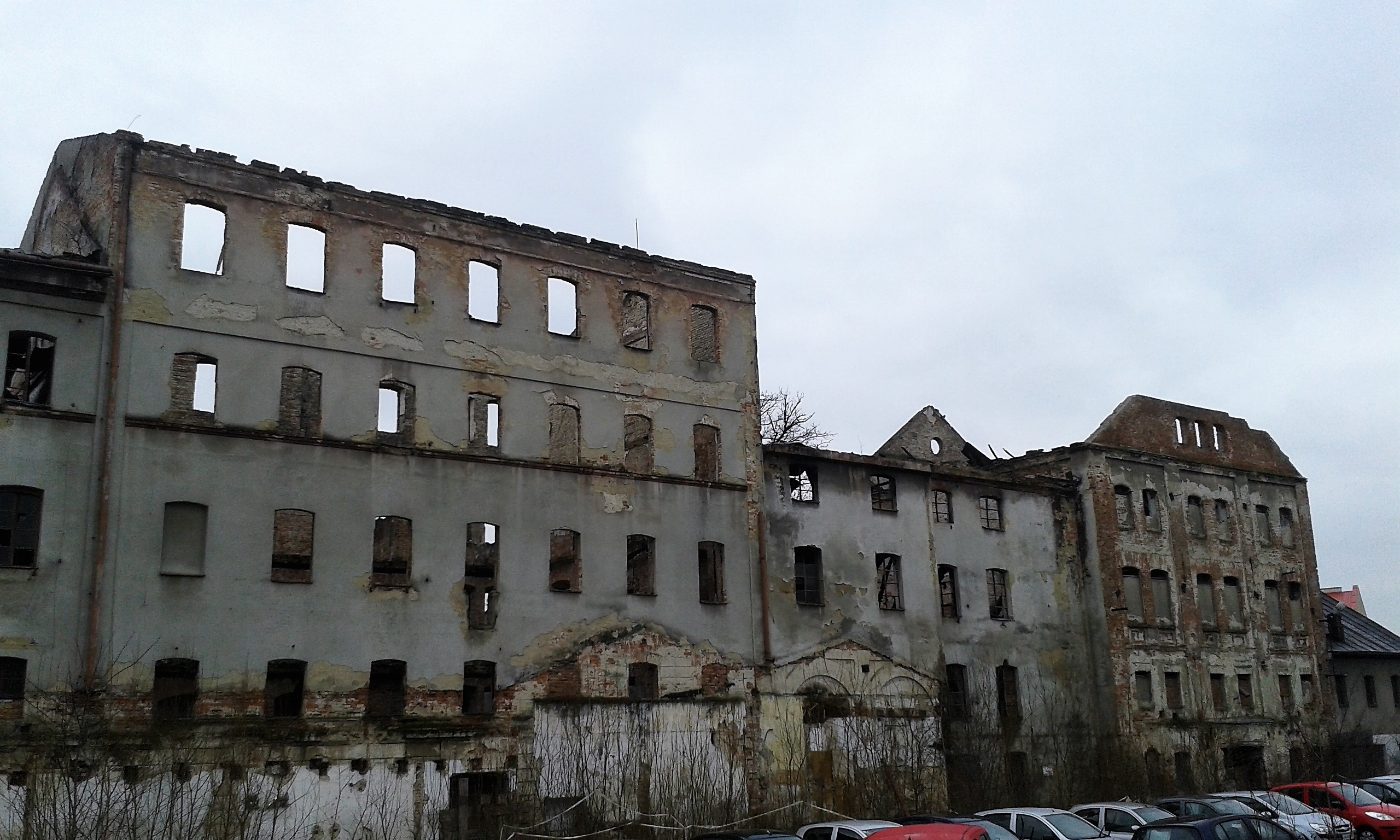
2017
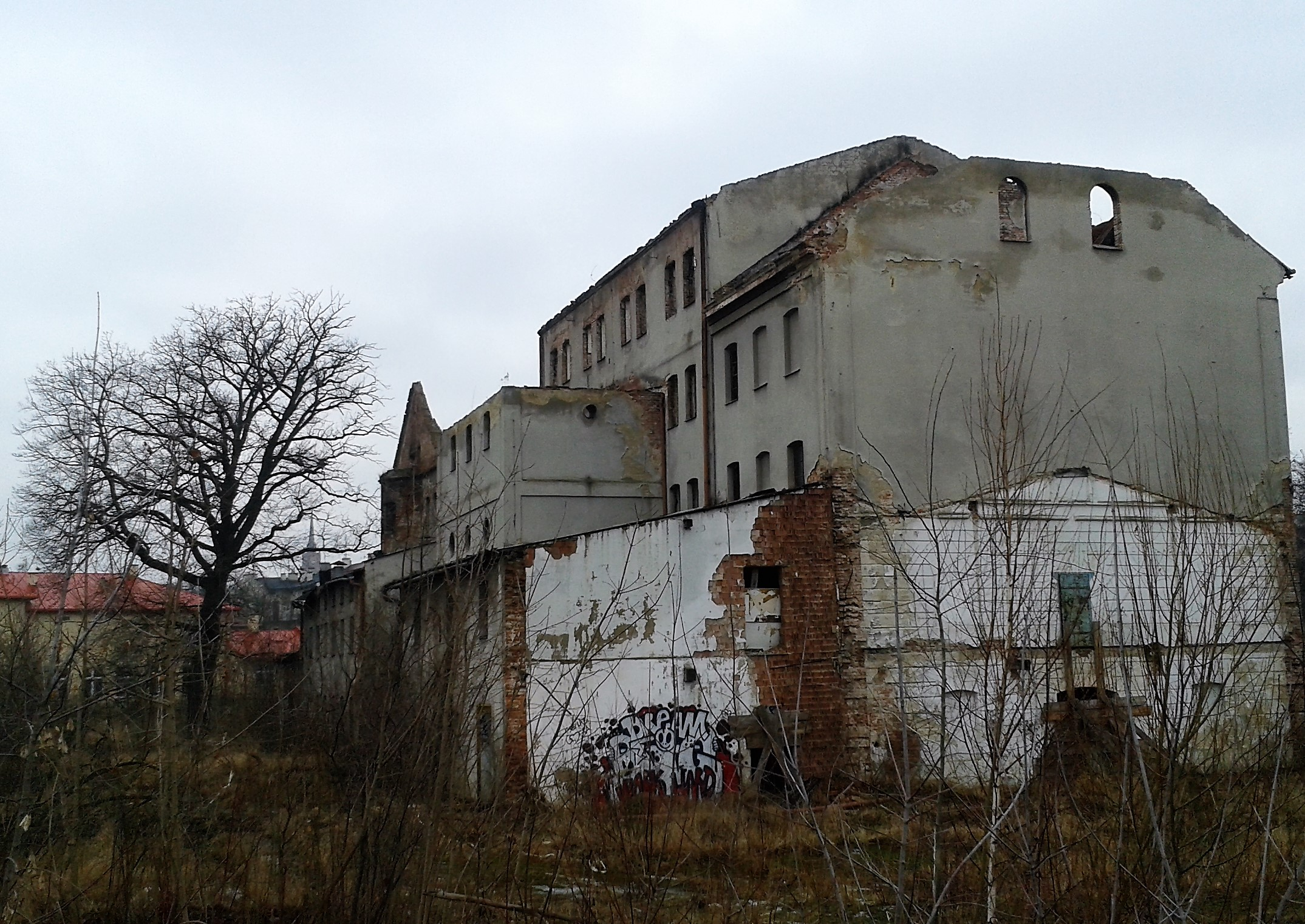
2017
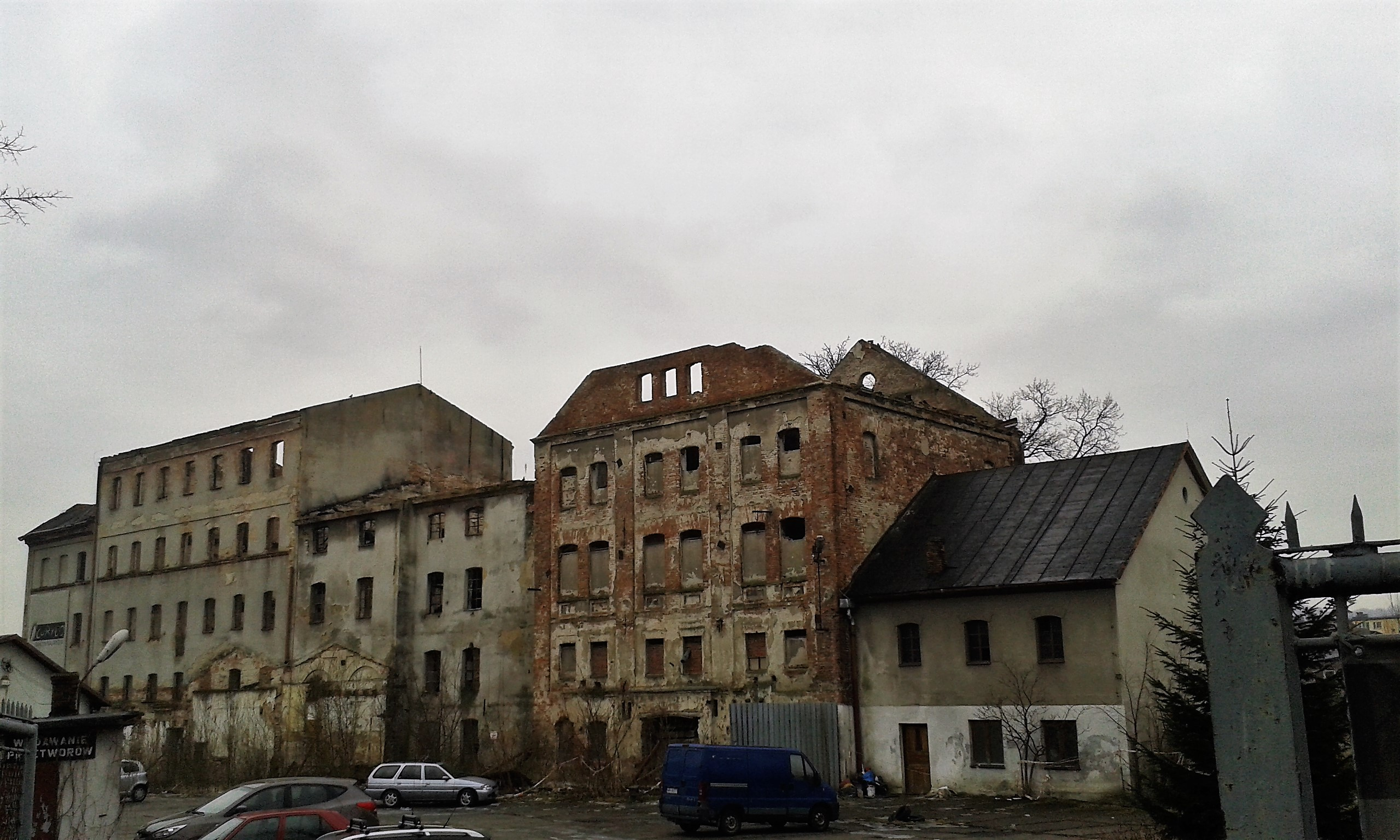
2017

Na początku 2025 roku po wielu miesiącach negocjacji, Grupa Arche kupiła pozostałości po młynie Szancera. 8 lipca tego roku oficjalnie rozpoczęły się prace renowacyjne i adaptacja zniszczonego zabytku na wielofunkcyjny hotel. Będzie się dzielił na: część historyczną – pozostałości zabytkowe z przeznaczeniem kulturalno-wystawienniczym z pamiątkami po rodzinie Szancerów, lobby, gastronomią i pokojami butikowymi, oraz na dobudowaną część hotelową z salami konferencyjnymi.